# Helene Hegemannová
Helene Hegemannová (* 19. února 1992 ve Freiburgu) je německá spisovatelka, režisérka a herečka. Její románový debut Axolotl Roadkill (2010) byl nominován na literární cenu knižního veletrhu v Lipsku, následně ovšem rozpoutal bouřlivou diskusi na téma plagiátorství versus intertextualita, protože se ukázalo, že autorka jako inspiraci použila jiné existující texty, např. blogy, texty písní a podobně.

## Život
Hegemannová vyrůstala se svou rozvedenou matkou, která pracovala jako grafička a malířka v Bochumi. Po matčině smrti se třináctiletá Hegemannová přestěhovala k otci Carlu Hegemannovi do Berlína. V tomto věku se také začala věnovat psaní. Pozornost si získala svým blogem.
Její divadelní hra Ariel 15 byla v roce 2007 úspěšně uvedena na experimentální scéně v Berlíně, nadšeně přijata kritikou a rok poté zpracována jako rozhlasová hra.
V témž roce 2008 se do německých kin dostal film Torpedo, který sama natočila podle vlastního scénáře (sepsaného ve čtrnácti letech). Mladá režisérka dostala významnou cenu Maxe Ophülse pro začínající filmové tvůrce.
V roce 2009 si Hegemannová zahrála jednu z hlavních rolí v epizodním filmu Deutschland 09.
V současnosti[kdy?] žije v Berlíně.

## Publikace

### Román
- Axolotl Roadkill. Ullstein, Berlin 2010, ISBN 978-3-550-08792-9.

### Filmy
- Torpedo (scénář, režie), 2009
- Deutschland 09 (herečka), 2009

### Rozhlasové hry
- Ariel 15 – oder die Grundlagen der Verlorenheit, režie: Elisabeth Putzová, produkce: Deutschlandradio Kultur 2008

## Ocenění
- Rozhlasová hra měsíce – říjen 2008 - za hru Ariel 15
- cena Maxe Ophülse – 2009 – za Torpedo[5]